# Abbaye de Grey
L’abbaye de Grey (en irlandais : An Mhainistir Liath) est une ancienne abbaye cistercienne située à Greyabbey (en), en Irlande du Nord. Elle est localisée sur le revers intérieur de la péninsule d'Ards, sur le Strangford Lough.
Fondée en 1193 par les moines écossais de Holmcultram, à l'instigation d'Affreca de Courcy (en), elle reste modeste voire pauvre durant trois siècles et demi avant d'être dissoute en 1539 ou 1541, puis ruinée à la fin du XVIe siècle.

## Localisation
L'abbaye de Grey est située à peu de distance de la rive intérieure de la Péninsule d'Ards, sur le Strangford Lough, environ onze kilomètres au nord de Newtownards.

## Histoire

### Fondation et toponymie
La fondation de l'abbaye de Grey est à l'initiative d'Affreca de Courcy, la femme du lord d'Ulster John de Courcy. La légende affirme qu'elle souhaitait remercier Dieu d'être arrivée saine et sauve en Irlande après une traversée périlleuse.
Initialement, l'abbaye s'appelait Iugem Dei, soit le « joug de Dieu », mais elle prend rapidement le toponyme d'« abbaye grise », en référence probable à la couleur blanc écru des coules monastiques cisterciennes.

### Moyen Âge
L'abbaye de Grey n'est jamais très florissante au cours de son existence, et elle décline même fortement à la fin du Moyen Âge.
Il semble que l'abbaye ait beaucoup souffert des guerres d'Édouard Bruce entre 1315 et 1318.

### Déclin et dissolution
L'abbaye est dissoute en 1539 ou 1541. Après sa disparition, elle est brûlée en 1572 par les troupes de Brian O'Neill (en) afin d'empêcher qu'elle ne serve de refuge aux colons anglais qui tentaient de s'installer dans la péninsule d'Ards,.
Hugh Montgomery (en), remet sur pied l'église abbatiale en 1626 pour qu'elle ait une fonction paroissiale ; toutefois, l'édifice est ruiné à nouveau en 1778.

## Architecture
L'abbaye de Grey est l'un des premiers exemples d'importation du gothique anglais en Irlande, avec une utilisation systématique de la croisée d'ogives dans une Irlande jusque là plus habituée à l'arc en plein cintre.

## Jardin monastique
En 2015, les villageois créent l'association Friends of the Abbey, qui se donne en particulier pour mission de faire revivre le jardin monastique. Une quarantaine d'espèces aromatiques ou médicinales poussent dans le jardin.

## Galerie

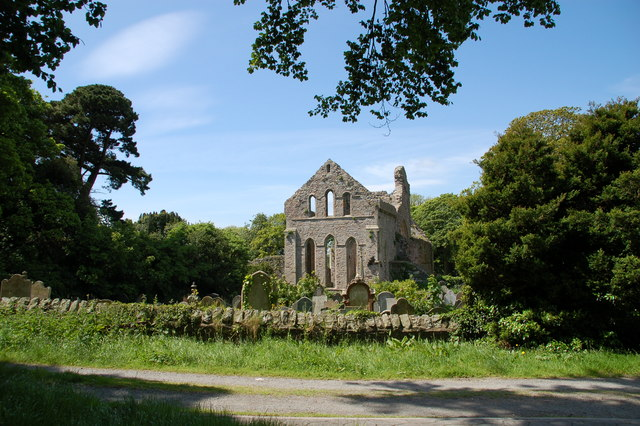
L'abbaye dans son environnement proche.
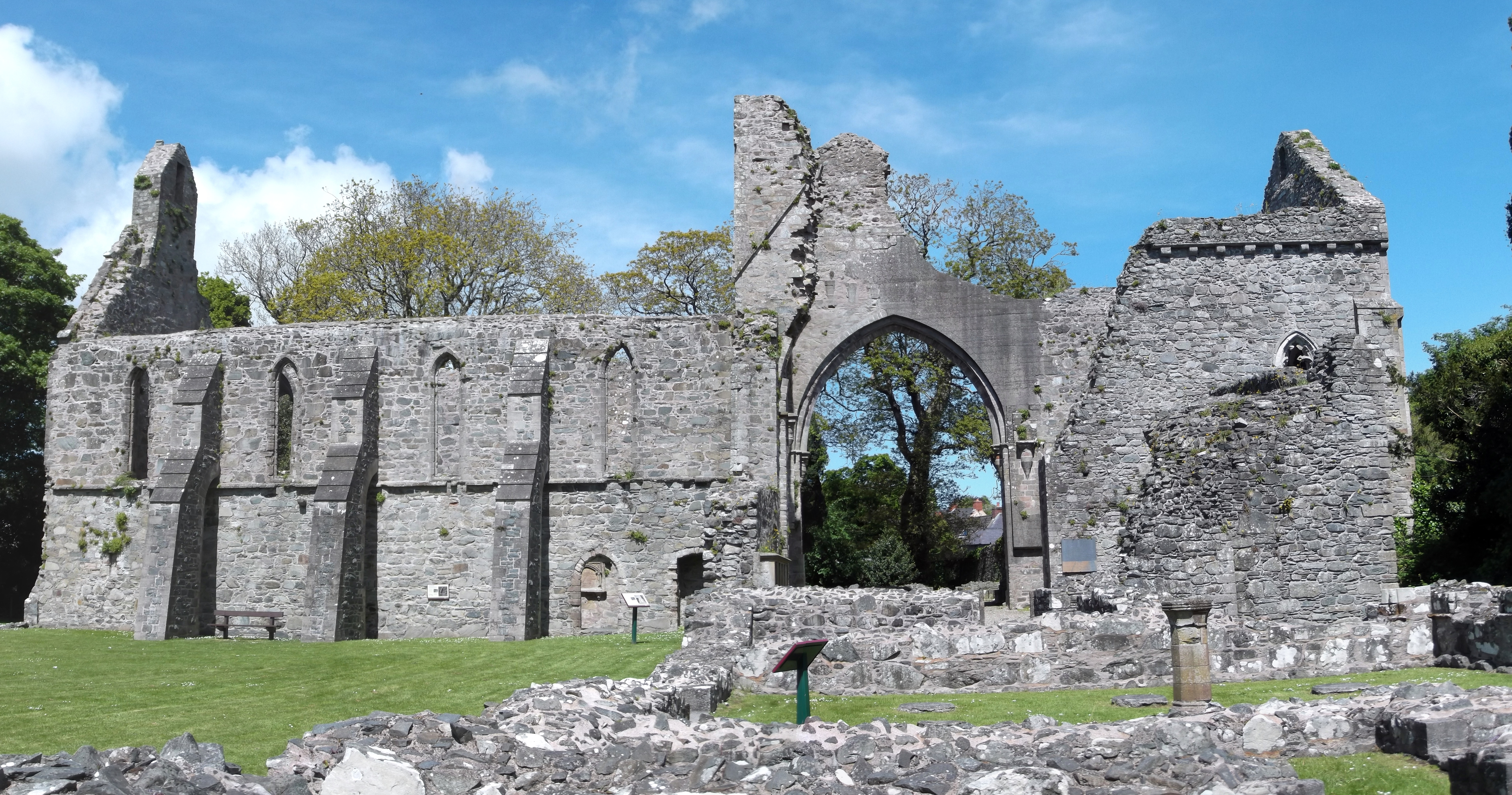
Façade latérale de l'église.
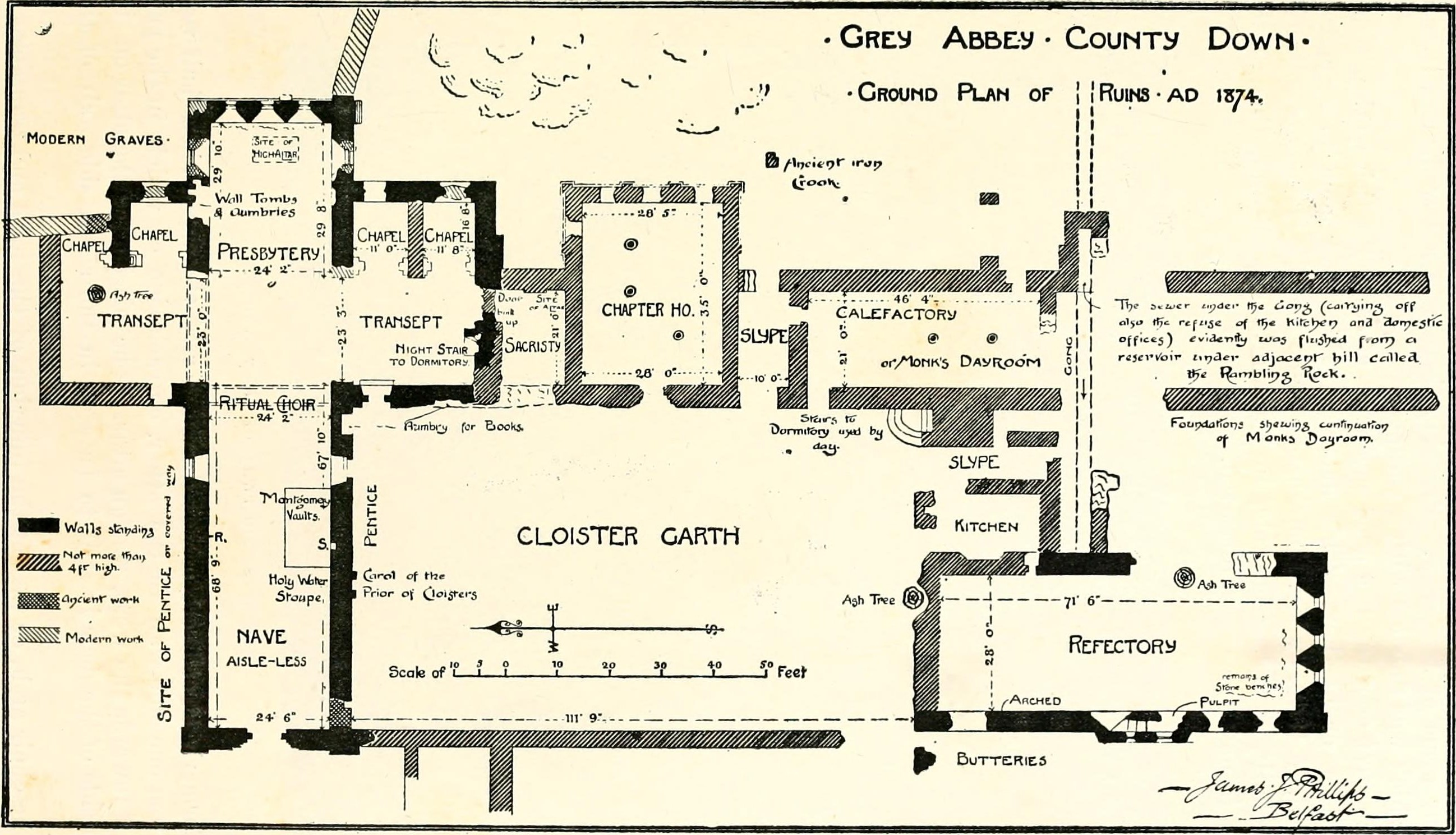
Plan d'ensemble des ruines en 1874, Journal of the Royal Society of Antiquaries of Ireland.
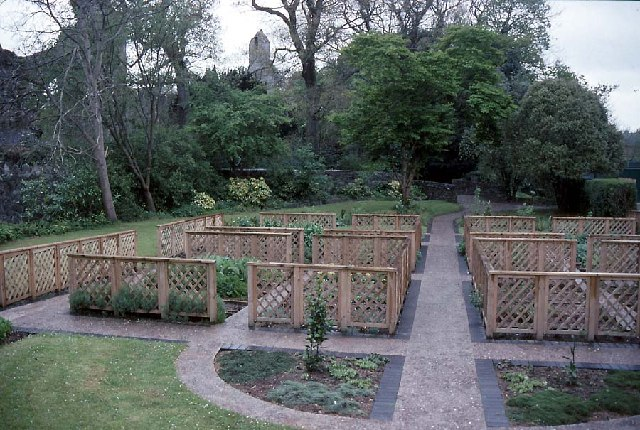
Le jardin monastique de Grey.
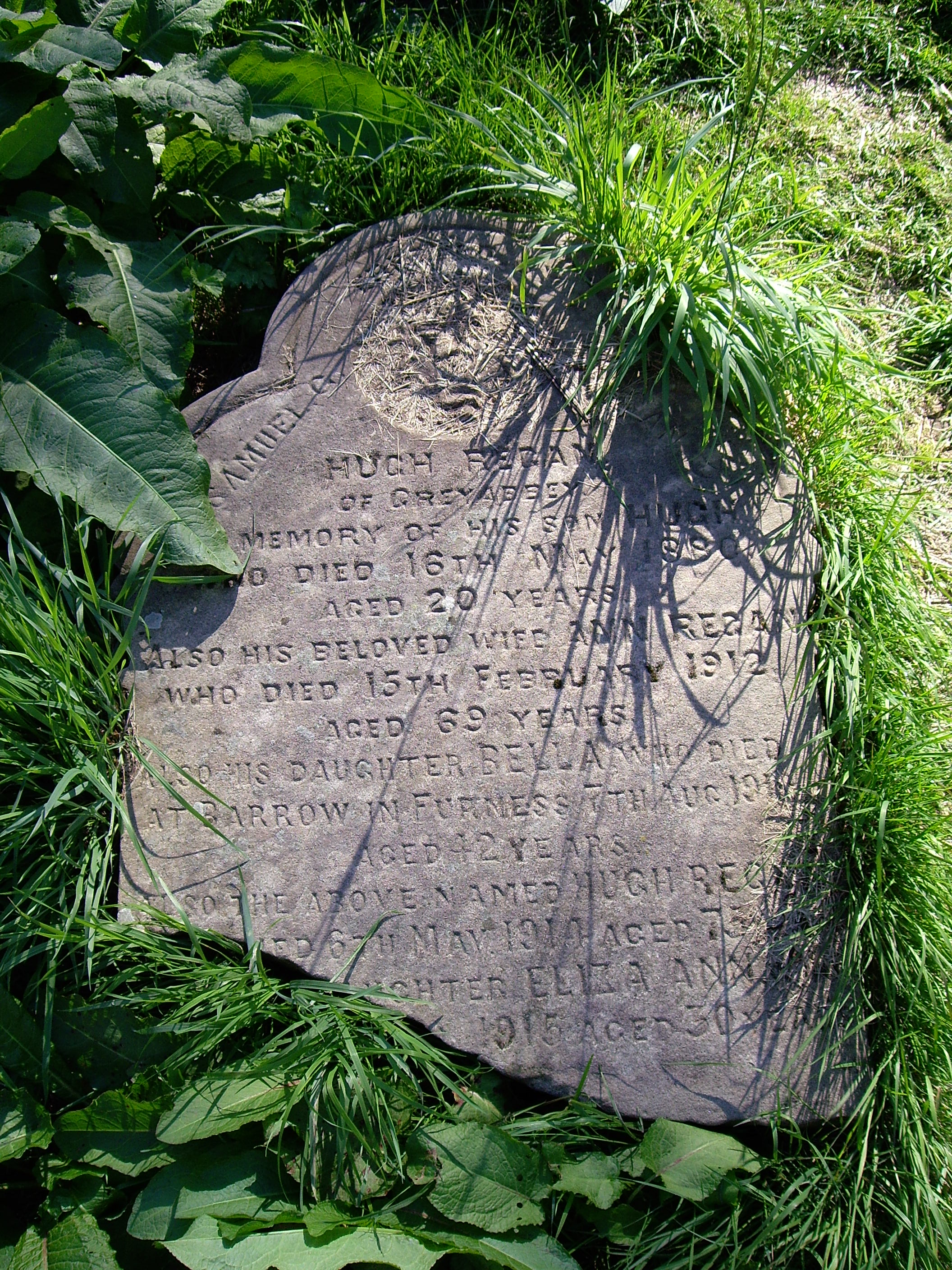
Pierre tombale.